# CZ 85
Le CZ 85 est un pistolet semi-automatique disponible en calibre 9 mm Parabellum et .40 S&W.
Il fut fabriqué en Tchécoslovaquie (rebaptisée République tchèque) par une société appelée Česká Zbrojovka. Cette version est en fait une évolution du célèbre CZ 75 qui a subi de légères modifications au niveau des composants internes afin de gagner en fiabilité, mais également afin de rendre ce pistolet ambidextre (sécurité à gauche et à droite), le rendant accessible tant aux droitiers qu'aux gauchers. Le chargeur peut contenir jusqu'à 16 cartouches. Les armes Česká Zbrojovka (CZ) sont reconnues pour leur longévité et leur grande fiabilité tout en permettant l'utilisation d'un grand nombre de munitions 
Le CZ 85B est une version du CZ 85 qui permet le "cocked and locked", ce qui signifie qu'il est possible de porter l'arme armée mais sécurisée afin que la première balle puisse être tirée en simple action.
La firme chinoise  Norinco en exporte deux copies :  le NZ-85 (9 mm Para) et NZ-40 (.40 S&W)